# Seal Beach
Seal Beach és una població dels Estats Units a l'estat de Califòrnia. Segons el cens del 2000 tenia 24.157 habitants.

## Demografia
Segons el cens del 2000, Seal Beach tenia 24.157 habitants, 13.048 habitatges, i 5.884 famílies. La densitat de població era de 810,3 habitants/km².
Dels 13.048 habitatges en un 13,8% hi vivien nens de menys de 18 anys, en un 38,2% hi vivien parelles casades, en un 5,3% dones solteres, i en un 54,9% no eren unitats familiars. En el 48,8% dels habitatges hi vivien persones soles el 34,5% de les quals corresponia a persones de 65 anys o més que vivien soles. El nombre mitjà de persones vivint en cada habitatge era d'1,83 i el nombre mitjà de persones que vivien en cada família era de 2,65.
Per edats la població es repartia de la següent manera: un 13,3% tenia menys de 18 anys, un 4% entre 18 i 24, un 21,5% entre 25 i 44, un 23,7% de 45 a 60 i un 37,5% 65 anys o més.
L'edat mediana era de 54 anys. Per cada 100 dones de 18 o més anys hi havia 75,4 homes.
La renda mediana per habitatge era de 42.079 $ i la renda mediana per família de 72.071 $. Els homes tenien una renda mediana de 61.654 $ mentre que les dones 41.615 $. La renda per capita de la població era de 34.589 $. Entorn del 3,2% de les famílies i el 5,5% de la població estaven per davall del llindar de pobresa.

## Poblacions més properes
El següent diagrama mostra les poblacions més properes.